# Khan Chittenden
Khan Chittenden (* 1983 in Neuseeland) ist ein australischer Schauspieler.

## Leben
Chittenden ist in Neuseeland geboren und zog erst mit elf Jahren nach Perth in Australien. Er studierte an der Western Australian Academy of Performing Arts Schauspiel und erhielt seine erste ernstzunehmende Rolle 2005 als Dean "The Edge" Edgely in der australischen Fernsehserie Blue Water High. 
Neben der Mitarbeit in mehreren Werbespots hat Chittenden Synchronisationen gemacht und in einigen Kurzfilmen mitgespielt.
Nach Blue Water High unterschrieb Khan Chittenden einen Vertrag für die achtteilige Fernsehserie Dangerous im Bezahlsender Foxtel. Für seine Hauptrolle als Kleinkrimineller in den westlichen Vororten Sydneys wurde er 2007 für den Preis des Australian Film Institute nominiert. Zugleich spielte er an der Seite der arrivierten britischen Schauspielerin Brenda Blethyn im Independentfilm Clubland einen Sohn, der sich durch seine erste Liebe von seiner Mutter emanzipiert. Der Erfolg dieses Films ermöglichte es Chittenden, eine erste Rolle in einer US-amerikanischen Produktion, Endless Bummer zu landen.
Neben der Arbeit im Film war er seitdem auch in einer Inszenierung von Peter Shaffers Drama Equus zu sehen.

## Filmografie
- 1997: The Gift (Fernsehserie)
- 2005–2006: Blue Water High (Fernsehserie)
- 2005: The Alice (Fernsehserie, 1 Folge)
- 2005: Three to One (Kurzfilm, ca. 12 Minuten)
- 2006: The Caterpillar Wish
- 2006: Wobbegong  (Kurzfilm, ca. 15 Minuten)
- 2007: Dangerous  (Fernsehserie)
- 2007: Clubland (Clubland)
- 2007: West
- 2008: Endless Bummer
- 2008: Packed to the Rafters (Fernsehserie, 1 Folge)
- 2009: I Am You – Mörderische Sehnsucht (In Her Skin)
- 2013: Surf Party - Bikini-Babes und kaltes Bier